# Miholjački Karlovac
Miholjački Karlovac  je bivše naseljeno mjesto u Hrvatskoj, regiji Slavoniji u Osječko-baranjskoj županiji i pripadalo je nekadašnjoj općini Donji Miholjac,a po posljednjem ustroju pripadalo bi općini Viljevo.

## Zemljopisni položaj
Miholjački Karlovac se nalazio oko 2 km zapadno od današnjeg sela Krunoslavja, te isto oko 2 km istočno od Kapelne. Sjeverno preko rijeke Karašice nalaze se naselja Bockovac, Blanje i Ivanovo, te južno šumski kompleks. Od toponima koje podsjećaju u današnje vrijeme na to bivše naselje ostao je naziv Karlovac za poljoprivredno zemljište, gdje se je nekad naselje i nalazilo.

## O naselju
Zbog iseljavanja samog stanovništva, radi zaposlenja i školovanja u urbana naselja i zbog izoliranosti samog sela od važnijih prometnica, selo prestaje postojati.

## Stanovništvo
| broj stanovnika |       |       |       | 8     | 51    | 64    | 43    |       | 78    | 84    | 75    | 4     |       |       |       |
|                 | 1857. | 1869. | 1880. | 1890. | 1900. | 1910. | 1921. | 1931. | 1948. | 1953. | 1961. | 1971. | 1981. | 1991. | 2001. |

Iskazuje se od 1890. do 1961. kao dio naselja Krunoslavja pod imenom Karlovac, a 1971. kao samostalno naselje pod imenom Miholjački Karlovac. Od 1981. pripojeno naselju Krunoslavje, te kao naselje prestaje postojati. 

## Vanjska poveznica
- http://geoportal.dgu.hr/viewer/  Arhivirana inačica izvorne stranice od 29. svibnja 2014. (Wayback Machine)